# Cook Islands Football Association
Die Cook Islands Football Association (CIFA) ist der Fußballverband der Cookinseln. Er wurde 1971 gegründet und trat 1994 der FIFA sowie dem OFC bei. Der Präsident ist Lee Harmon. Der Verband trägt sowohl die Nationale Meisterschaft als auch den Pokal aus.